# Ludność Białej Podlaskiej
Ludność Białej Podlaskiej
- 1841 - 3 606[1]
- 1850 - 5 540[1]
- 1921 - 12 966[1]
- 1938 - 20 743[1]
- 1939 - 19 300
- 1946 - 15 007 (spis powszechny)
- 1950 - 13 345 (spis powszechny)
- 1955 - 15 714
- 1960 - 20 148 (spis powszechny)
- 1961 - 21 100
- 1962 - 21 800
- 1963 - 22 200
- 1964 - 22 600
- 1965 - 22 570
- 1966 - 22 900
- 1967 - 23 600
- 1968 - 24 100
- 1969 - 24 600
- 1970 - 26 500 (spis powszechny)
- 1971 - 26 700
- 1972 - 27 500
- 1973 - 29 100
- 1974 - 30 032
- 1975 - 31 765
- 1976 - 33 200
- 1977 - 34 900
- 1978 - 35 300 (spis powszechny)
- 1979 - 38 100
- 1980 - 39 647
- 1981 - 40 956
- 1982 - 42 588
- 1983 - 44 437
- 1984 - 45 580
- 1985 - 47 027
- 1986 - 48 351
- 1987 - 49 712
- 1988 - 50 892 (spis powszechny)
- 1989 - 52 068
- 1990 - 53 075
- 1991 - 54 045
- 1992 - 55 065
- 1993 - 55 620
- 1994 - 56 096
- 1995 - 56 453
- 1996 - 57 013
- 1997 - 57 607
- 1998 - 58 351
- 1999 - 58 463
- 2000 - 57 901
- 2001 - 58 268
- 2002 - 58 142 (spis powszechny)
- 2003 - 57 825
- 2004 - 58 047
- 2005 - 58 082
- 2006 - 58 075
- 2007 - 57 783
- 2008 - 57 780
- 2009 - 57 876
- 2010 - 58 051
- 2011 - 58 000
- 2012 - 57 990
- 2013 - 57 658
- 2014 - 57 471
- 2015 - 57 414
- 2016 - 57 303
- 2017 - 57 545
- 2018 - 57 352
- 2019 - 57 170
- 2020 - 55 532
- 2021 - 55 100
- 2022- 54 768
- 2023- 54 453

Wykres zmian liczby ludności:

## Powierzchnia Białej Podlaskiej
- 1995 - 49,41 km²
- 2006 - 49,40 km²